# کول ران (اوهایو)
کول ران (به انگلیسی: Coal Run) یک منطقهٔ مسکونی در ایالات متحده آمریکا است که در Roughly along Main, Maple and Hill Sts. واقع شده‌است.